# Heta
A Heta (oroszul: Хета) folyó Közép-Szibériában, Oroszország Krasznojarszki határterületének északi részén. A Heta és a Kotuj folyó egyesülésével keletkezik a Hatanga.

## Földrajz
Hossza: 604 km; vízgyűjtő területe: 100 000 km²; évi közepes vízhozama 1370 m3/sec.
A Putorana-fennsíkon eredő Ajan és Ajakli folyók találkozásánál keletkezik, közülük a bal oldali Ajan a bővizűbb. A két forráság egyesülése után a Heta egy rövid szakaszon hegyek között folyik, majd az Észak-Szibériai-alföldön folyik végig. A síkságra kiérve folyása lelassul, medre ágakra bomlik. Itt nagy, széles kanyart vesz előbb nyugatra, majd északra, végül a Volocsanka folyó torkolata után kelet, északkelet felé. Kreszti település közelében találkozik a Hatanga jobb oldali forráságával, a Kotuj folyóval.
Október elejétől május végéig, június elejéig jég borítja. Hajózható. Legnagyobb, jobb oldali mellékfolyója a Majmecsa (650 km).